# FC Brochthausen
FC Brochthausen is een Duitse voetbalclub uit Brochthausen, Nedersaksen. Tot 1973 was Brochthausen een zelfstandige gemeente, nu is het een deelgemeente van Duderstadt.

## Geschiedenis
De club werd opgericht in 1920 en was aangesloten bij de Midden-Duitse voetbalbond. Brochthausen speelde in de competitie van Kyffhaüser. In 1926 promoveerde de club naar de hoogste klasse en eindigde daar op een gedeelde laatste plaats. Door een beter doelsaldo was het FC 1911 Heiligenstadt dat laatste werd. Na dit seizoen verhuisde de club naar de nieuwe competitie van Eichsfeld. Na een paar plaatsen in de middenmoot werd de club twee keer derde en in 1933 werden ze vicekampioen. 
In 1933 werd de competitie grondig geherstructureerd nadat de NSDAP aan de macht kwam. De Midden-Duitse competities werden vervangen door de Gauliga Mitte en Gauliga Sachsen. Echter voerde de NSDAP ook grenscorrecties uit. Brochthausen speelde als grensgemeente van de provincie Hannover al jaren in de Midden-Duitse competitie en niet in de Noord-Duitse competitie, maar dat was nu voorbij en de club moest naar de nieuwe, sterkere, Sportgau Niedersachsen en speelde nu tegen clubs waar ze nooit eerder tegen speelden
In 1936/37 maakte de club kans op promotie naar de hoogste klasse, maar werd afgetekend laatste in de eindronde. Hierna speelde de club geen rol van betekenis meer en verdween in de anonimiteit.